# Корейська медаль (Норвегія)
Корейська медаль — відомча пам'ятна нагорода збройних сил Королівства Норвегія.

## Історія
Корейська медаль заснована 29 квітня 1955 року для нагородження персоналу норвезького польового госпіталю, організованого за мандатом ООН в Кореї під час Корейської війни.
Медаль присуджувалася Міністерством оборони Норвегії за поданням військових медиків співробітникам норвезького польового госпіталю, які прослужили на місці не менше двох місяців.

## Опис
Медаль круглої форми з бронзи.
На аверсі зображений норвезький коронований гербовий щит, поміщений на декоративну решітку.
На реверсі — на вінок з двох лаврових гілок стягнуто три прапори: вгорі — норвезький військовий прапор, нижче прапори ООН та Республіки Корея. У краю медалі по колу напис: «NORSK • FELTSYKEHUS • KOREA • 1951—1954 •» (Норвезька польовий госпіталь Корея 1951—1954).
 Стрічка медалі норвезьких національних кольорів — червона з білою і синьою смужками по боках.